# سربه‌زیر باله‌مویی
سربه‌زیر باله‌مویی (نام علمی: Selene brevoortii) نام یک گونه از سرده سربه‌زیرها است.